# Alison Wágner Lira Ferreira
Alison Wágner Lira Ferreira mais conhecido como Alison (Parnamirim, 21 de outubro de 1983) é um ex-futebolista brasileiro que atuava como zagueiro.

## Carreira
Chegou ao Treze no início de 2005 como uma aposta, e em poucos jogos assumiu a titularidade. Poucos meses depois, já havia assinado pré-contrato com o Criciúma, clube que disputava a Série B, e para onde se mudou após o fim do Campeonato Paraibano, do qual foi campeão.
Ainda em 2005, após ser pouco aproveitado pelo Criciúma, retornou ao Treze por empréstimo. Permaneceu até o fim do ano na campanha que deu ao clube paraibano o 5º lugar na Série C e retornou ao Tigre em 2006, mais vez sendo não sendo utilizado e rescindindo contrato, voltando novamente ao clube paraibano, onde sagrou-se bicampeão estadual e ajudou o clube a terminar em 8º lugar na Série C.
Em 2007, depois de uma má campanha do Treze no estadual que ocasionou a não entrada do clube no certame nacional, foi emprestado ao Bahia.

### Bahia
Participou da campanha do acesso à Série B como titular e destaque do time. No fim do ano, Alison foi contratado em definitivo, inclusive depois de ter sido procurado pelo rival Vitória, que acabara de chegar à Série A. O ano de 2008 não foi um ano muito positivo para ele, pois só se destacou no Campeonato Baiano, e mesmo assim falhou no jogo que decidiu o título para o Vitória.
Em 2009, vinha realizando um grande campeonato, tendo marcado dois gols, e se destacado nos nove jogos que realizou como titular, porém, sofreu uma lesão em que o tirou dos gramados por um longo período. Já em 2010, enfim retornou aos gramados, ajudando-a a subir à Série A do Campeonato Brasileiro.

### Vitória
No começo de 2011, após sua não renovação com o tricolor baiano ter gerado certa polêmica, Alison acertou com o arquirrival Vitória para a temporada. Marcou no seu segundo jogo com a camisa rubro-negra, o primeiro gol da vitória por 2 a 0 sobre o Vitória da Conquista. Tornou-se capitão do time no decorrer do campeonato.
Ao final da competição, foi eleito melhor zagueiro pela direita e craque do Campeonato Baiano.
Marcou pela segunda vez na 6ª rodada da Série B, em triunfo por 2 a 0 sobre Sport. No entanto, sofreu com lesões que o tiraram de momentos importantes da campanha do rubro-negro, que acabou terminando na quinta colocação, a uma do acesso.

### ABC
Não permaneceu no Vitória para o ano seguinte, acertando com o ABC para a temporada. Tendo assim, a primeira oportunidade de jogar como profissional por um clube de sua terra natal. Em sua estréia pelo clube no dia 23 de fevereiro de 2012, marcou o gol da vitória do ABC no primeiro jogo da decisão do primeiro turno do Campeonato Potiguar.

### Náutico
Foi contratado pelo Náutico em agosto de 2012 para disputar pela primeira vez a Série A.

### América de Natal
Oriundo das categorias de base do América de Natal, foi anunciado seu retorno ao clube em novembro de 2018, como contratação para a temporada de 2019, voltando ao Alvirrubro após 17 anos. Após conviver com diversas lesões na temporada, ficou eternizado na história do clube ao marcar, aos 49 minutos do segundo tempo, o gol do título do Campeonato Potiguar de 2019 contra o maior rival do América, o ABC.

## Títulos
Treze
- Campeonato Paraibano: 2005 e 2006

ABC
- Taça Cidade do Natal: 2012

Náutico
- Campeonato Pernambucano - Primeiro turno: 2013

América-RN
- Copa RN: 2019
- Campeonato Potiguar: 2019

## Prêmios
- Melhor jogador do Campeonato Baiano 2011